# NGC 2934
NGC 2934 is een compact sterrenstelsel in het sterrenbeeld Leeuw. Het hemelobject werd op 2 april 1865 ontdekt door de Duitse astronoom Albert Marth.

## Synoniemen
- NPM1G +17.0268
- PGC 1523531